# Mauerkirchen
Mauerkirchen je městys  v okrese Braunau v Horním Rakousku, v povodí řeky Inn, v blízkosti hranice mezi Rakouskem a Německem. Městys leží západně od Lince a severně od Salcburku. K 1. lednu 2022 zde žilo 2653 obyvatel.

## Geografie
Mauerkirchen leží v údolí Mattigtal, mezi  okresním městem Braunau am Inn a městem Mattighofen v nadmořské výšce 407 metrů. Zaujímá celkovou plochu 3,1 km², z toho 3,3 % jsou lesy a 63,3 % pozemky zemědělsky využívané.

### Administrativní členění
Městys sestává z místních částí:
- Biburg
- Mauerkirchen
- Spitzenberg
- Unterbrunning

## Historie

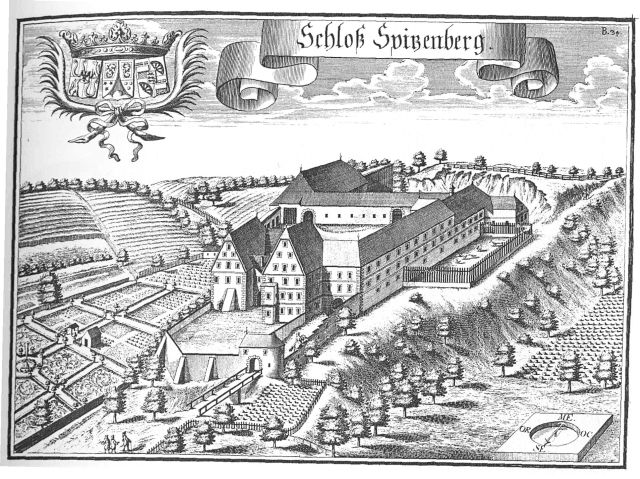
Zámek Spitzenberg na rytině z roku 1721

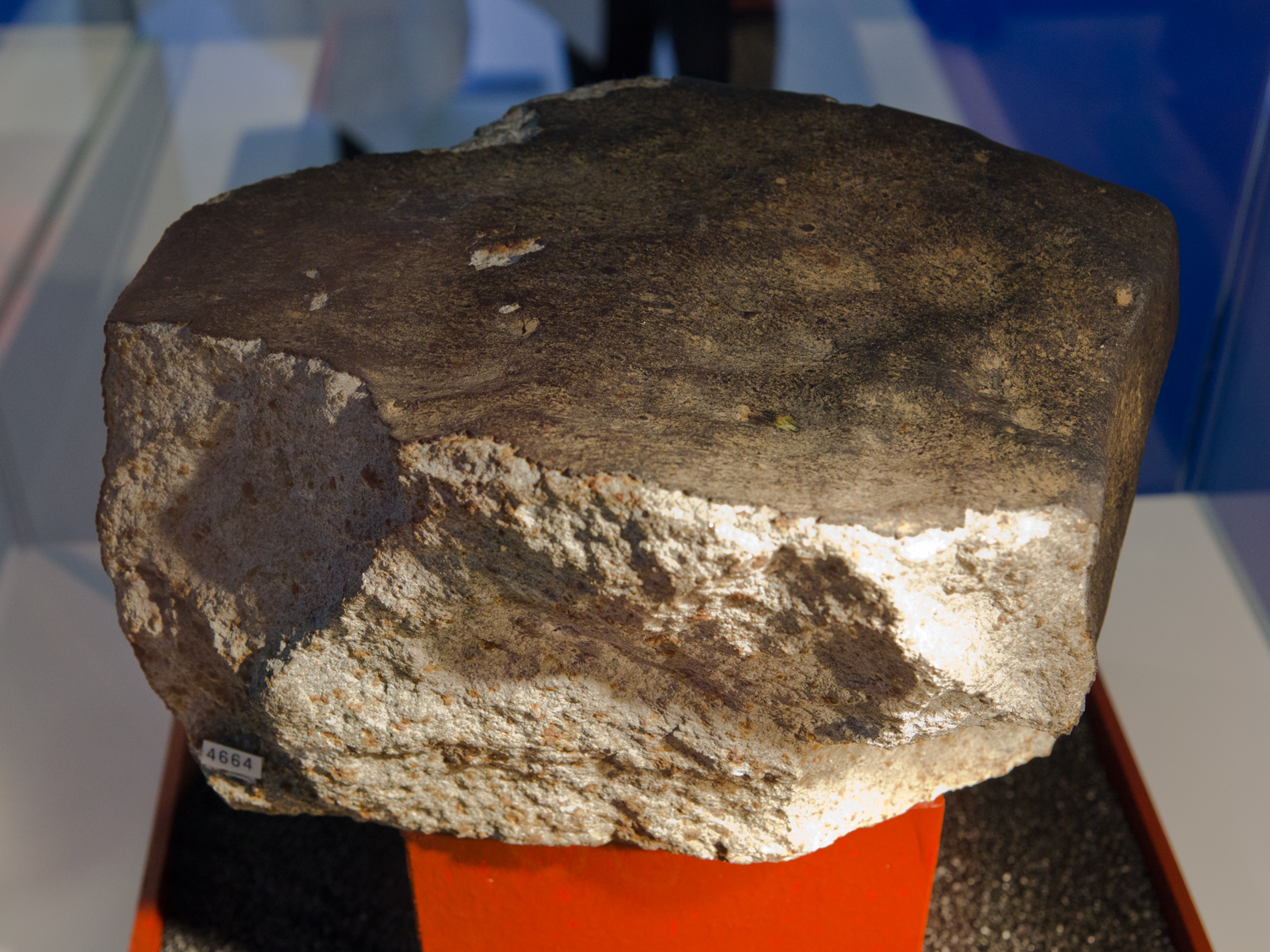
Mauerkirchenský meteorit

Archeologickými nálezy je osídlení údolí Mattigtal doloženo od pravěku, Římané jím roku 15 př. n. l. vytyčili alpskou silnici. K roku  757 se uvádí svatyně v místě "Proun", zasvěcená roku 912 Panně Marii. Po vítězství nad Maďary roku 948 daroval vévoda Jindřich I. Bavorský Mauerkirchenu dvě jezdecké sochy odlité z kovu, jež se údajně roztavily při požáru kostela v roce 1297. 
V listině z 20. července roku 1276 se poprvé připomíná tržní ves s mariánským farním kostelem, později poutním. Urbanistické uspořádání domů podél hlavní silnice je v půdorysu městyse dochováno dosud. 

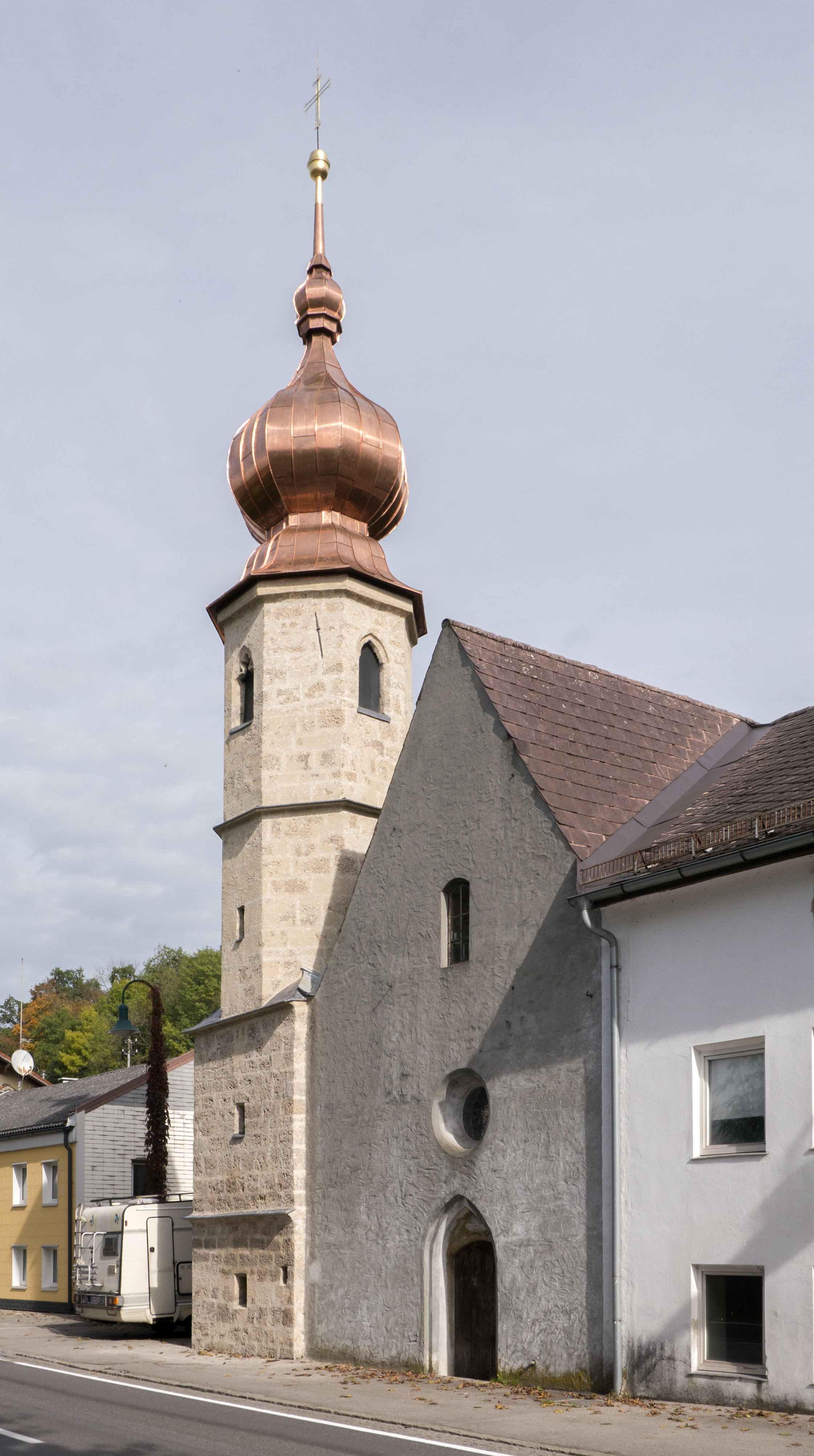
špitální kostel sv. Ducha

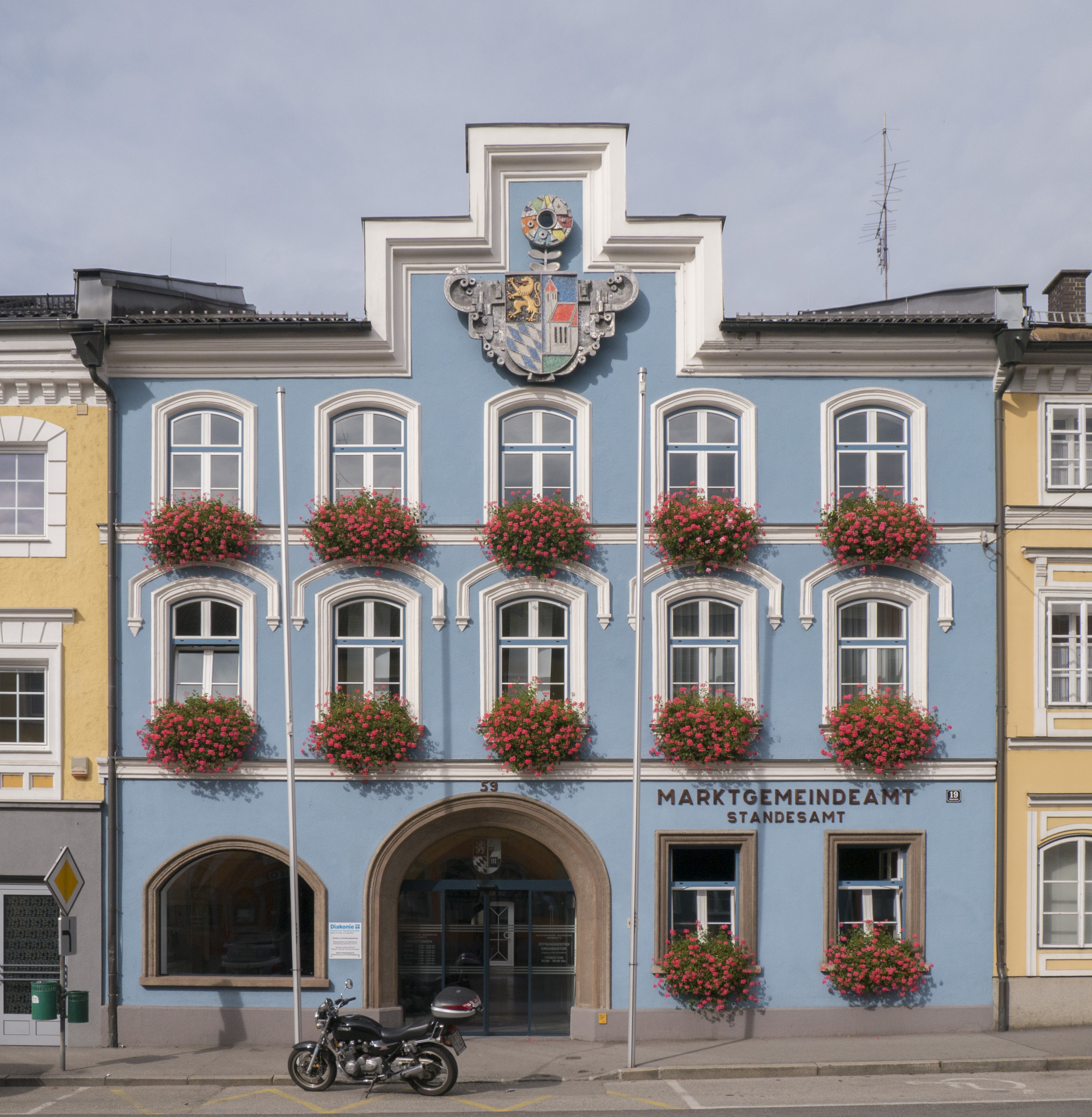
Místní úřad

Od 15. století získal Mauerkirchen některá městská práva a byl obehnán hradbami. 20. ledna 1549 mu vévoda Vilém IV. Bavorský udělil trřní právo. V roce  1701 převážně dřevěné městečko vyhořelo. 
20. listopadu 1768 dopadl na pole 2 km severně od města modravý meteorit měkké konzistence, převážně železitý, o váze 21,3 kg a rozměrech 17 x 15 cm. Jeho původ byl identifikován v planetce Flora a dochovaná část je uložena ve Státní  mineralogické sbírce v Mnichově. 
Až do roku 1779 náležel městys k Bavorsku, Těšínskou smlouvou byl přičleněn k Rakousku (Innviertel). Roku 1873 byla do Mauerkirchenu dovedena železniční trať na trase Braunau-Steindorf a postaveno nádraží.
V květnu 1945 zde Američané zřídili zajatecký tábor pro 300.000 německých zajatců.

## Památky
- Zámek Spitzenberg - drobné venkovské panské sídlo v soukromém majetku; hrad na jeho místě doložen k roku 1388, roku 1700 od základů vystavěn reprezentační zámek; po požáru z roku 1865 zbořen a postaven v malém měřítku, ve 20. století obnoven.
- Místní úřad - řadový gotický měšťanský dům na Horním náměstí, v prvním patzře dochované gotické křížové klenby, fasáda a přestavba z poloviny 19. století
- Římskokatolický farní kostel Nanebevzetí Panny Marie, poprvé zmíněn k roku 1365, ve zdivu dochovaná gotická bazilika, radikálně přestavěná v letech 1865-1871 v novogotickém stylu
- Evangelický chrám Vykupitele (1960)
- Špitální kostel sv. Ducha - nejlépe dochovaná středověká stavba v Mauerkirchenu, interiér je barokní.
- Schremshaus - barokní dům hodináře Alfonse Schremse na náměstí, krásná barokní fasáda z roku 1734.

## Slavné osobnosti
- Karl Jobst (1835-1907) - rakouský malíř
- Max Pfliegl (1839-1916) - rakouský politik, zdejší rodák
- Karl Schachinger - rakouský politik, působil zde jako obchodník
- Rudi Krausmann (1933–2019) - australský dramatik a básník rakouského původu

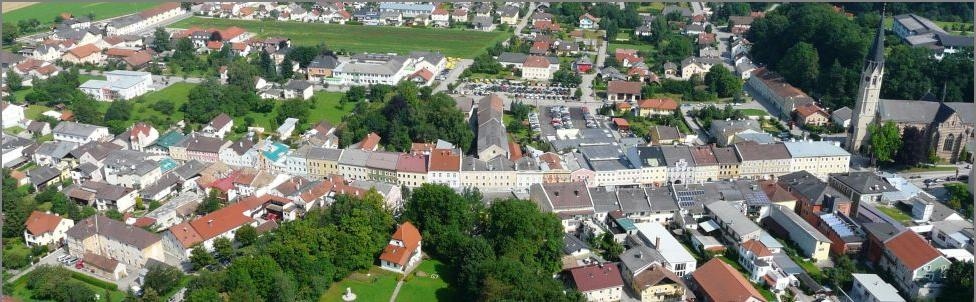
Panorama Mauerkirchenu